# Steve Witkoff

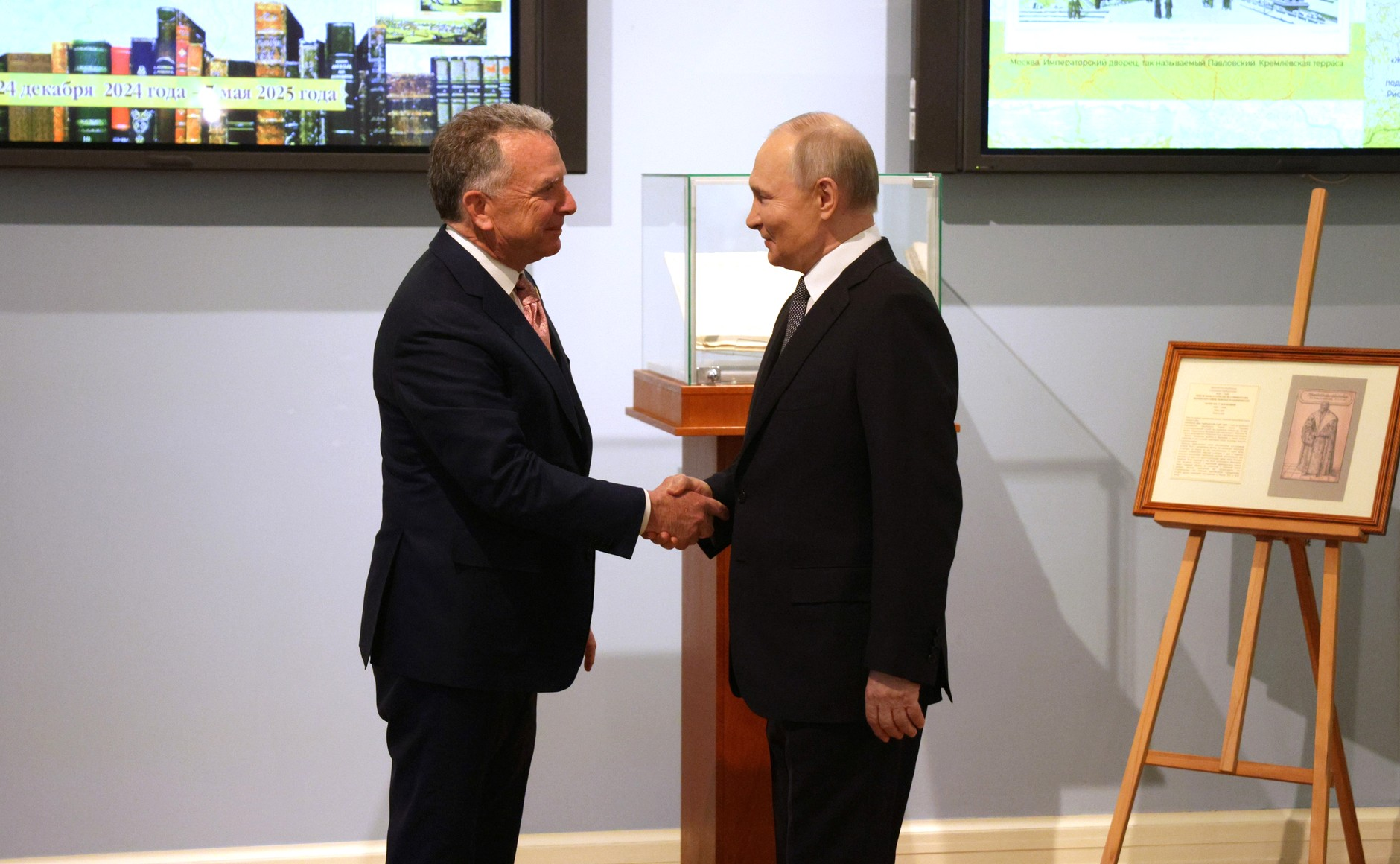
Vlagyimir Putyin és Steve Witkoff (2025. április 12.)

Steve Witkoff (Bronx, New York, 1957. március 15. –) amerikai ingatlanbefektető, ügyvéd és diplomata, aki 2025 januárja óta az Egyesült Államok közel-keleti különmegbízottjaként tevékenykedik. Ő a Witkoff Group alapítója és elnöke, amely jelentős szereplő az amerikai és nemzetközi ingatlanpiacon.

## Korai élet és tanulmányok
Steve Witkoff zsidó családban született a Bronxban. Édesapja női kabátokat gyártott, ami korán megismertette őt az üzleti világgal. Tanulmányait a Hofstra Egyetemen végezte, ahol politikatudományból szerzett alapdiplomát, majd jogi doktorátust szerzett ugyanott. Pályafutását ingatlanjogászként kezdte New Yorkban, ahol ügyfelei között szerepelt Donald Trump is.

## Ingatlanpiaci karrier
1985-ben Witkoff társalapítója volt a Stellar Managementnek, amely elsősorban New York-i lakóépületekbe fektetett be. 1997-ben megalapította a Witkoff Groupot, amely azóta több ikonikus ingatlant vásárolt meg és fejlesztett, például a Woolworth Buildinget és a Park Lane Hotelt Manhattanben. A cég portfóliója több mint 70 ingatlant foglal magában világszerte, beleértve New Yorkot és Las Vegast is.

## Politikai és diplomáciai tevékenység
2020-ban Donald Trump elnök kinevezte Witkoffot a "Great American Economic Revival Industry Groups" tagjává, amelyet a Covid19 járvány gazdasági hatásainak enyhítésére hoztak létre. 2024 novemberében Trump bejelentette, hogy Witkoffot nevezi ki az Egyesült Államok közel-keleti különmegbízottjának. Bár nem rendelkezett hivatalos diplomáciai tapasztalattal, Witkoff kulcsszerepet játszott az Izrael és a Hamász közötti tűzszünet és túszcsere tárgyalásain 2025 januárjában.
Ezt követően Witkoff részt vett az Egyesült Államok és Oroszország közötti kétoldalú tárgyalásokban is, amelyek célja az ukrajnai háború lezárása volt. 2025 márciusában ő volt az egyik kezdeményezője és névadója a "Witkoff-tervnek", amely ideiglenes tűzszünetet javasolt Gázában a Ramadan idejére, bár a terv végül nem valósult meg.

## Magánélet és filantrópia
Steve Witkoff felesége Lauren Rappoport, három fiuk volt. 2011-ben elvesztették egyik fiukat, Andrew-t, aki opioid túladagolás következtében hunyt el. Ez az esemény mélyen érintette Witkoffot, aki azóta aktívan támogatja a függőséggel kapcsolatos tudatosság növelését és a rehabilitációs programokat. 2024-ben a Republikánus Nemzeti Konvención beszédet mondott, amelyben megemlékezett fiáról és hangsúlyozta a függőséggel kapcsolatos kérdések fontosságát.